# メルセデス・ベンツ・W206
W206/S206は、メルセデス・ベンツ5代目Cクラスを指すコードネームである。W206はセダン、S206はステーションワゴンおよびオールテレインを指す。

## 概要
2021年2月23日、欧州でオンラインによるワールドプレミアを実施し、5代目モデルが披露された。セダンとステーションワゴンが同時に発表されたのは歴代初（従来はセダンが先行発表された後、少し遅れてステーションワゴンが登場するのが通例であった）。
最新のデザイン哲学である「センシュアルピュリティ（官能的純粋）」に沿ったデザインとなった。フロントオーバーハングを短く、ホイールベースとリアオーバーハングを長くし、ボンネットには力強さを表現するためのパワードームが備わる。サイドウィンドウ下端に近いショルダー部にフロントからリアまでを貫く「キャットウォークライン」 も特徴的である。なお、フロントガラスとパッセンジャーセルは、先代のW205（4代目）から後方へ移動した。
ホイールベースは、従来より25mm、後席レッグルームは21mm伸長され、 後席ヘッドルームも13mm拡張されたため、後席の居住性がさらに向上している。
全車にBSG（ベルトドリブン・スターター・ジェネレーター）またはISG（インテグレーテッド・スターター・ジェネレーター）が搭載されたことで、全てのモデルで電動化がなされた。搭載されるパワートレインは、全て4気筒のモジュラーエンジンと、9速AT（9G-TRONIC）に統一され、V6/V8エンジンやMT仕様は廃止された。さらに、ボンネットマスコットを備える「エクスクルーシブ」についても、中国市場のロングボディを除き廃止された。
直感的な操作設定が可能な縦型のセンターディスプレイ（11.9インチ）、直感的な行先案内が可能なARナビゲーション、片側130万画素の超高機能を備える DIGITALライト（ウルトラハイビーム付き）など、フラッグシップモデルであるSクラス（W223）譲りの新技術を多数採用している。
車や歩行者に加え、自転車も検知するよう進化した「アクティブブレーキアシスト」や「緊急回避補助システム」をはじめ、ステレオマルチパーパスカメラと、360度カメラシステムを併用することで、より精密に、車線中央を維持するようになった「アクティブステアリングアシスト」など、最新の安全運転支援システム「インテリジェントドライブ」も搭載されている。
先代で初採用されたエアサスペンションは廃止となり、AGILITY CONTROLサスペンションに統一された。しかしながら、新たに後輪操舵システム「リア・アクスルステアリング」が設定された。約60km/h以下では、リアホイールをフロントホイールとは逆方向に最大2.5度傾け、約60km/h以上では、リアホイールをフロントホイールと同方向に最大2.5度操舵することで、良好な取り回しと優れたハンドリングを実現している。
当代では、従来から設定のあった、セダン・ステーションワゴンに次いで、歴代初のクロスオーバーモデルとなるオールテレインも登場した。ただし、先代に用意されていたクーペ・カブリオレは、Eクラス（W214）と同様に、CLEに統合されるかたちとなった。

## 日本仕様車
2021年6月29日、セダンとステーションワゴンの初期モデル【MP:202201】を公式発表。同年7月下旬より、先行予約を開始したのち、セダンの配車は秋頃より、ステーションワゴンの配車は翌年より開始する予定とした。
同年8月6日、仕様変更を実施。【MP:202202】では、「フットトランクオープナー（トランクリッド/テールゲート自動開閉機能）」の標準設定と、「Burmester®3Dサラウンドサウンドシステム」のオプション設定を停止するとともに、一律3万円の値下げが行われた。加えて、先行予約の開始時期が、同年8月下旬以降に延期された。なお、セダンの「C 200 AVANTGARDE」と「C 220 d AVANTGARDE」は当面、仕様変更前の【MP:202201】と、仕様変更後の【MP:202202】が混在することがアナウンスされる。
2022年1月18日、オールテレインを追加発表。一般的な機械式立体駐車場に収まるサイズとしながら、ステーションワゴンよりも最低地上高を40mm高くし、その分車高が40mm高くなっている。サスペンションはCクラスのセダンやステーションワゴンと同じ仕様（前:4リンク式、後:マルチリンク式）としつつ、車高調整不要でオンロード・オフロード問わずに高次元で走行性能を成立させるセッティングに変更。エンジンやトランスミッション特性をスイッチ操作1つで切り替え可能な「DYNAMIC SELECT」には、オールテレイン専用モードとして、トランスミッションが雪道や悪路での走破性を高めるオフロードモードに切り替わる「OFFLOAD」と、急な下り坂での安定走行をサポートするだけでなく、上り坂の途中で動かなくなった時でもリバースを選ぶと安全に下ることが可能な機能も備えた「OFFLOAD+」の2つのモードを追加している。

同年2月17日、セダンとステーションワゴンにエントリーモデル「C 180 AVANTGARDE」を追加することが発表された（同日より予約注文開始、同年3月より納車）。搭載エンジンは既存の「C 200 AVANTGARDE」と同じM254型が搭載されるものの、最高出力が170PS、最大トルクが25.5kgf・mのダウンスペック仕様で搭載される。なお、C 180とC 200はいずれも「平成30年排出ガス基準50%低減レベル（☆☆☆☆）」認定を取得している。

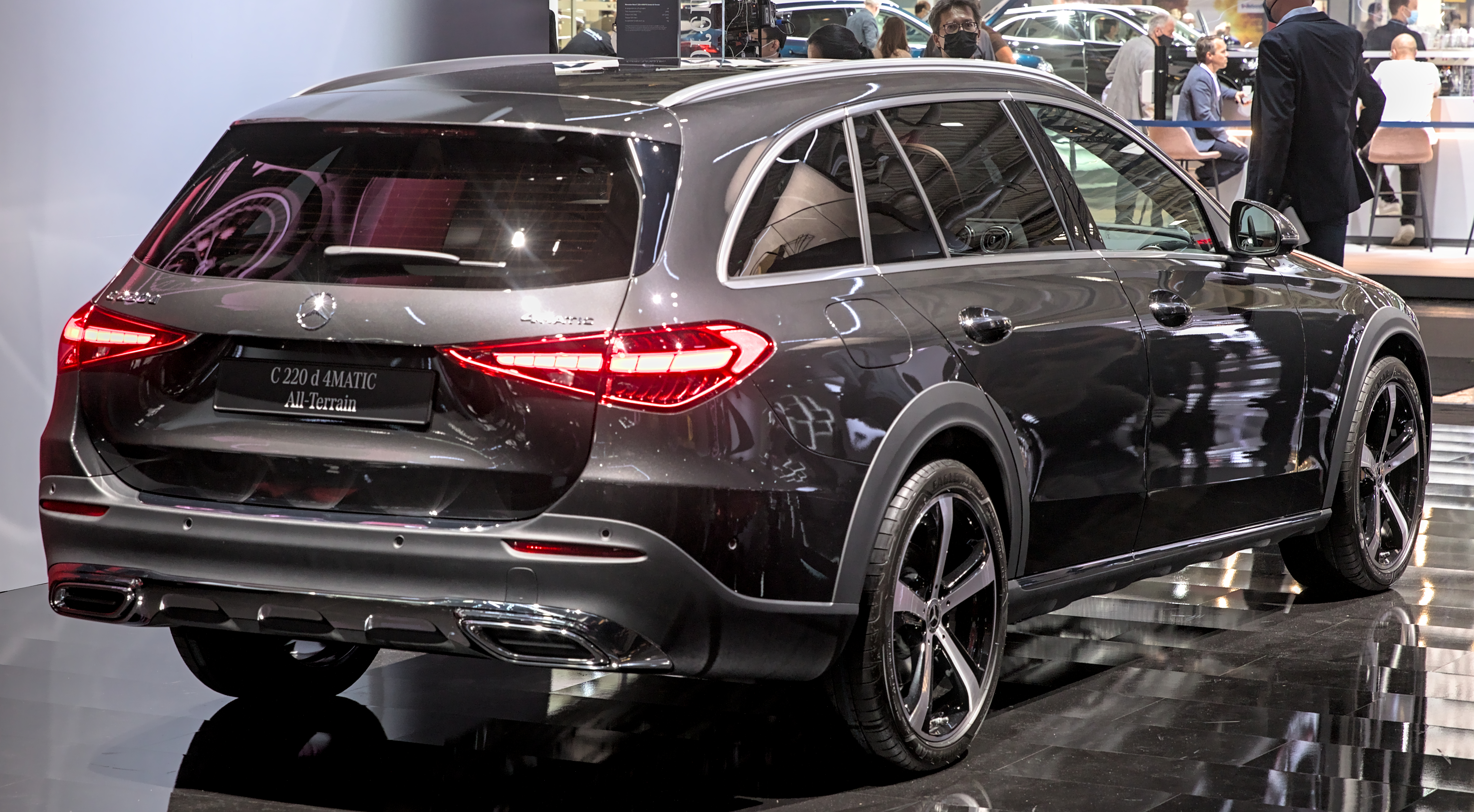
C220d 4MATIC オールテレイン（欧州仕様）

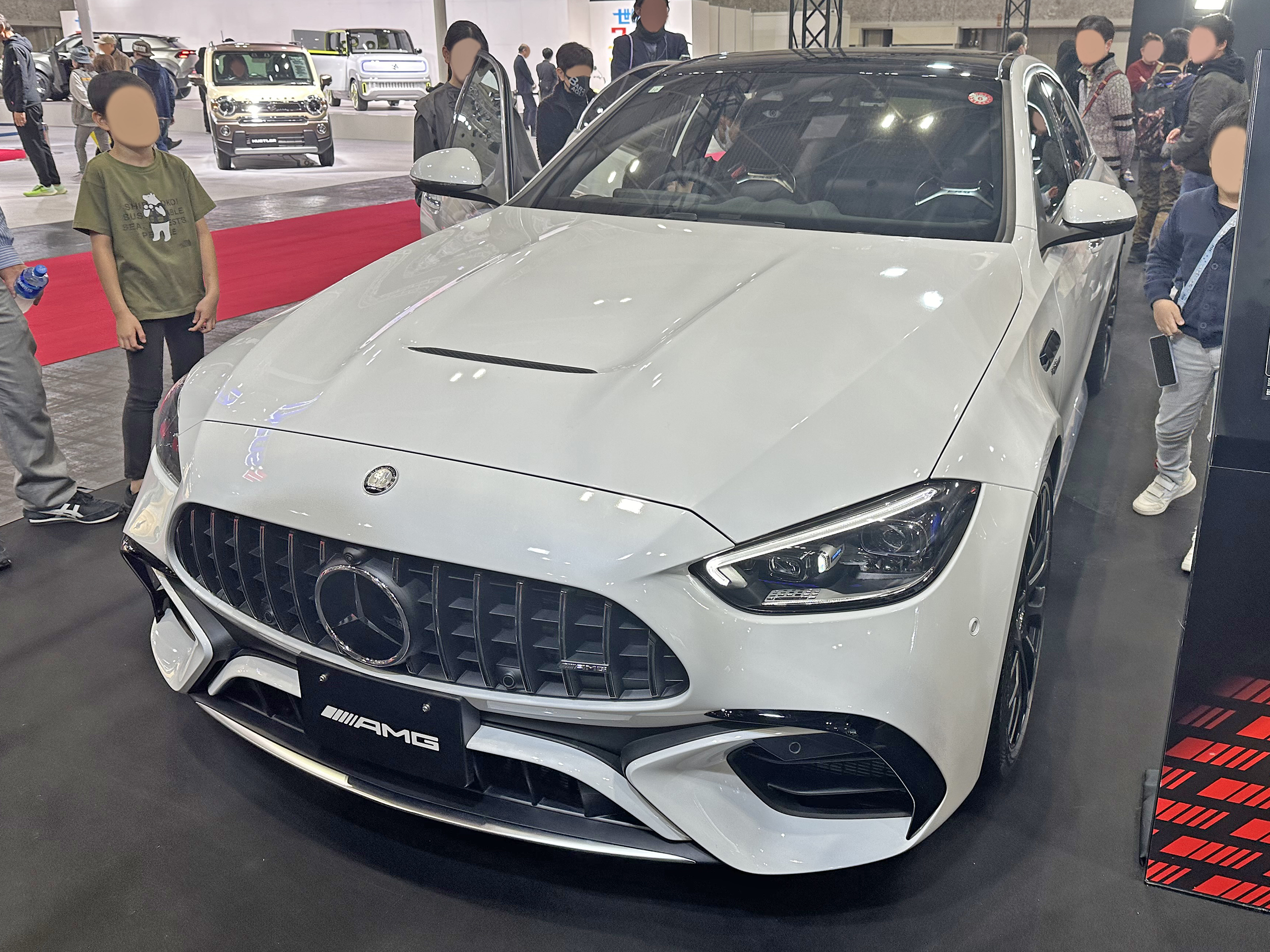
メルセデスAMG C 63 S E パフォーマンス

同年10月20日、セダンとステーションワゴンにスポーツモデル「Mercedes-AMG C 43 4MATIC」を追加発表し、同日より発売された。エンジンには、メルセデスAMGペトロナスF1チームが、F1で長年採用され実績を上げているシステムを直接のベースとし、量産車では世界初となる、48V電気システムを電源とするエレクトロニック・エグゾーストガス・ターボチャージャーを採用した、2.0L 直列4気筒エンジン（M139型）が搭載されている。短時間ながら、出力を高めるブースト機能や、セーリングモード・回生ブレーキ機能を備え、マイルドハイブリッドとしても機能する、第2世代のBSGを組み合わせた。トランスミッションは、トルクコンバーターに代わって、湿式多板クラッチを搭載した、9速AT「AMGスピードシフトMCT」を43モデルとして初採用した。また、四輪駆動システムは、前後のトルク配分を31:69と、後輪重視としたパフォーマンス志向フルタイム四輪駆動システム「AMG 4MATIC」を採用している。
同時に、既存モデルの仕様変更を実施。【MP:202301】では、AMGラインとの同時装着が必要であった「リア・アクスルステアリング」のオプション設定が停止された。さらに、非AMGラインのレザーエクスクルーシブパッケージ装着車において、内装色のシエナブラウンが廃止された。
2023年3月22日、仕様変更を実施。【MP:202302】では、世界的な半導体供給不足の影響により、初期モデルを除いて装着できなかった、「リア・アクスルステアリング」と「Burmester®3Dサラウンドサウンドシステム」がオプション装備として復活した。加えて、メタリックペイントのカバンサイトブルー（890U）が、新色のソーダライトブルー（842U）に置き換わった。
同年7月4日、セダンに特別仕様車「C 200 Sports Exclusive Limited」が発表された。「C 200 AVANTGARDE」をベースに、外観はAMGラインエクステリアと19インチAMGマルチスポークアルミホイールを装備。内装はAMGラインインテリアを採用するとともに、シートにナッパレザー、インテリアにブラウンハイグロスアッシュウッドをそれぞれ採用。装備面ではパノラミックスライディングルーフ、運転席・助手席シートベンチレーター（シートヒーター機能付）、Burmester®3Dサラウンドサウンドシステムが特別装備された。180台の限定販売で、7月31日まではオンラインショールームで先行販売を行い、同年8月1日以降、在庫がある場合は販売店での予約注文も受け付ける予定である。
同年9月28日、仕様変更を実施。【MP:202401】では、セダンとステーションワゴンともに、エントリーモデル「C 180 AVANTGARDE」がカタログ落ちとなった。また、「フットトランクオープナー」が標準装備になると同時に、ドライバーズパッケージに「アダプティブダンピングシステム付きサスペンション」が新たに設定された。一方で、これまで標準装備であった「アンビエントライトプレミアム」と、DIGITALライト（ウルトラハイビーム付き）がオプション装備となり、実質的な値上げが行われた。
同年10月25日、セダンにスポーツモデル「Mercedes-AMG C 63 S E PERFORMANCE」の追加を発表、同日より発売された。エンジンは「Mercedes-AMG C 43 4MATIC」と同じM139型が搭載されるが、最高出力が476PS、最大トルクが545N・mを発生する高出力・高トルク仕様となり、リアにモーターとバッテリーを搭載したプラグインハイブリッド仕様となる。また、四輪駆動システムはCクラスでは初採用となる、前後トルク配分を0:100～50:50の間で連続可変する「AMG 4MATIC+」が搭載される。
同年12月20日、セダンにプラグインハイブリッドモデル「C 350 e Sports」と、ステーションワゴンにスポーツモデル「Mercedes-AMG C 63 S E PERFORMANCE」が追加された（同日より発売開始）。「C 350 e Sports」は、2.0 L 直列4気筒ターボエンジンに、25.4kWhのリチウムイオンバッテリーと95kWの電気モーターを組み合わせたプラグインハイブリッドモデルとなる。電気モーターのみで140km/hまで走行でき、走行可能な航続距離は110kmとなっている。また、急速充電器（CHAdeMO）や、6.0kW（30A）の交流普通充電にも対応している。さらに、車両を蓄電池として利用できるほか、車外へ電力を供給できる給電機能（V2H、V2L）も備えている。
同時に、セダンに特別仕様車「C 63 S E PERFORMANCE F1 Edition」が発表された。通常モデルでは設定がない特別色 「アルペングレー（ソリッドペイント）」を採用し、AMGロゴとグレーからブラックへのグラデーションからなる専用デカールが施されている。また、F1®メディカルカーを踏襲するように20インチAMGアルミホイール（RRS）にもレッドのリムフランジを施されている。フロントおよびリアエプロンの大型フリックやリアディフューザーなど空力特性を向上させるAMGエアロダイナミクスパッケージと、フロントスプリッター、ドアミラーカバー等のトリム部やエグゾーストエンド、AMG専用グリル、バッジ等をブラックに仕上げるAMGナイトパッケージも標準装備している。
2024年4月25日、仕様変更を実施。【MP:202402】では、ベーシックパッケージから「MBUX ARナビゲーション」を除いた、セーフティビジョンパッケージが新たに設定された。また、レザーエクスクルーシブパッケージに、シートベンチレーター（シートヒーター機能を含む）が追加設定されたほか、再び、アンビエントライトプレミアムが標準装備となった。
同年10月3日、オールテレインに特別仕様車「C 220 d 4MATIC All-Terrain Night Style」を発表し、同日よりオンラインショールームにて先行受付を開始。全国限定100台が販売される。外装色は、オブシディアンブラック（メタリック）のみとなる。エクステリアでは、本特別仕様車限定の「ナイトパッケージ」と「19インチアルミホイール」が装着される。インテリアでは、通常モデルに未設定の「レザーARTICO マキアートベージュ/ブラック」と「メタルウィーブインテリア・ センタートリム」を採用したほか、ARTICOダッシュボードとシートヒーター（後席）も特別装備した。加えて、通常モデルではオプション設定の「シートベンチレーター（シートヒーター機能含む）（運転席・助手席）」や「パノラミックスライディングルーフ」、「BurmesterⓇ3Dサラウンドサウンドシステム」も標準装備に含まれる。
同年10月29日、仕様変更を実施。【MP:202501】では、第3世代のMBUXを搭載し、従来の音楽ストリーミングやインターネットラジオに加え、ビデオストリーミングサービスや、オンライン会議サービスのサードパーティー製アプリケーションが使用可能となった。また、オールテレインのレザーエクスクルーシブパッケージ装着時に、ARTICOダッシュボード、シートヒーター(後席左右) 、ブラックオープンポアウッドインテリアトリムが新たに装備される。加えて、これまで単一オプションであった「Burmester®3Dサラウンドサウンドシステム」が「レザーエクスクルーシブパッケージ」に含められた。なお、メタリックペイントのモハーベシルバー（859）は廃止された。
2025年4月23日、セダンとステーションワゴンに「C 200 Sports」「C 200 Luxury」「C 220 d Sports」「C 220 d Luxury」（いずれも【MP:202502】）を追加発表。“Sports”モデルには「AMGラインパッケージ」や「ナイトパッケージ」を標準装備するとともに、ディッシュ部分をブラック塗装した新意匠のアルミホイールや、ウッドトリムを新たに採用した。“Luxury”モデルには「AMGラインパッケージ」や「レザーエクスクルーシブパッケージ」、「セーフティビジョンパッケージ」や「パノラミックスライディングルーフ」を標準装備するとともに、従来モデルよりサイズアップした 19インチのアルミホイールや、ブラックオープンポアウッドインテリアトリムを新たに採用した。なお、これまでの通常モデル「C 200 AVANTGARDE」「C 200 4MATIC AVANTGARDE」「C 220 d AVANTGARDE」は廃止された。
同時に、セダンに特別仕様車「C 63 S E PERFORMANCE Edition Peak」が発表された。当代では初採用となる「AMGカーボンセラミックブレーキ」をはじめ、「AMGナイトパッケージ」や「AMGナイトパッケージⅡ」、「AMGエアロダイナミクスパッケージ」を特別装備する。外装色には、通常モデルでは未設定となる「MANUFAKTUR グラファイトグレー マグノ（マット）」を採用している。また、クライメートコントロール（前席左右･後席独立調整）や、従来のボイスコントロールに加え、前席乗員のジェスチャーによって車両機能を操作できるMBUX インテリア・アシスタントを「C 63 S E」として初採用した。さらに、通常モデルでは有償オプションとなる「AMGパフォーマンスパッケージ」や「パノラミックスライディングルーフ」を標準装備とした。
| グレード                                                                              | 販売期間              | エンジン                                     | 排気量  | 最高出力・最大トルク                               | ハイブリッドモジュール                  | トルク     | 変速機        | 駆動方式      |
| ------------------------------------------------------------------------------------- | --------------------- | -------------------------------------------- | ------- | -------------------------------------------------- | --------------------------------------- | ---------- | ------------- | ------------- |
| C 180 AVANTGARDE C 180 Stationwagon AVANTGARDE                                        | 2022年2月 - 2023年9月 | M254型 DOHC 直列4気筒 ターボチャージャー付   | 1,494cc | 170PS/5,500 - 6,100rpm 25.5kgf・m/1,800 - 4,000rpm | EM0024型 交流同期電動機                 | 21.2kgf・m | 電子制御9速AT | 後輪駆動(FR)  |
| C 200 AVANTGARDE C 200 Stationwagon AVANTGARDE                                        | 2021年6月 - 2025年3月 | M254型 DOHC 直列4気筒 ターボチャージャー付   | 1,494cc | 204PS/5,800 - 6,100rpm 30.6kgf・m/1,800 - 4,000rpm | EM0024型 交流同期電動機                 | 21.2kgf・m | 電子制御9速AT | 後輪駆動(FR)  |
| C 200 Sports C 200 Stationwagon Sports C 200 Luxury C 200 Stationwagon Luxury         | 2025年4月 -           | M254型 DOHC 直列4気筒 ターボチャージャー付   | 1,494cc | 204PS/5,800 - 6,100rpm 30.6kgf・m/1,800 - 4,000rpm | EM0024型 交流同期電動機                 | 21.2kgf・m | 電子制御9速AT | 後輪駆動(FR)  |
| C 200 4MATIC AVANTGARDE                                                               | 2021年6月 - 2025年3月 | M254型 DOHC 直列4気筒 ターボチャージャー付   | 1,494cc | 204PS/5,800 - 6,100rpm 30.6kgf・m/1,800 - 4,000rpm | EM0024型 交流同期電動機                 | 21.2kgf・m | 電子制御9速AT | 四輪駆動(4WD) |
| C 220 d AVANTGARDE C 220 d Stationwagon AVANTGARDE                                    | 2021年6月 - 2025年3月 | OM654M型 DOHC 直列4気筒 ターボチャージャー付 | 1,992cc | 200PS/3,600rpm 44.9kgf・m/1,800 - 2,800rpm         | EM0023型 交流同期電動機                 | 21.2kgf・m | 電子制御9速AT | 後輪駆動(FR)  |
| C 220 d Sports C 220 d Stationwagon Sports C 220 d Luxury C 220 d Stationwagon Luxury | 2025年4月 -           | OM654M型 DOHC 直列4気筒 ターボチャージャー付 | 1,992cc | 200PS/3,600rpm 44.9kgf・m/1,800 - 2,800rpm         | EM0023型 交流同期電動機                 | 21.2kgf・m | 電子制御9速AT | 後輪駆動(FR)  |
| C 220 d 4MATIC All-Terrain                                                            | 2022年1月 -           | OM654M型 DOHC 直列4気筒 ターボチャージャー付 | 1,992cc | 200PS/3,600rpm 44.9kgf・m/1,800 - 2,800rpm         | EM0023型 交流同期電動機                 | 21.2kgf・m | 電子制御9速AT | 四輪駆動(4WD) |
| C 350 e Sports                                                                        | 2023年12月 -          | 254M20型 DOHC 直列4気筒 ターボチャージャー付 | 1,997cc | 204PS/6,100rpm 30.6kgf・m/2,000 - 4,000rpm         | EM0017型 交流同期電動機                 |            | 電子制御9速AT | 後輪駆動(FR)  |
| Mercedes-AMG C 43 4MATIC Mercedes-AMG C 43 4MATIC Stationwagon                        | 2022年10月 -          | M139型 DOHC 直列4気筒 ターボチャージャー付   | 1,991cc | 408PS/6,750rpm 51.0kgf・m/5,000rpm                 | EM0025型 スイッチトリラクタンスモーター | 5.9kgf・m  | 電子制御9速AT | 四輪駆動(4WD) |
| Mercedes-AMG C 63 S E PERFORMANCE Mercedes-AMG C 63 S E PERFORMANCE Stationwagon      | 2023年10月 -          | M139型 DOHC 直列4気筒 ターボチャージャー付   | 1,991cc | 476PS/6,750rpm 55.6kgf・m/5,250 - 5,500rpm         | EMA001型 交流同期電動機                 |            | 電子制御9速AT | 四輪駆動(4WD) |